# 52-es villamos (Bécs)
A bécsi 52-es jelzésű villamos a Westbahnhof és a Baumgarten között közlekedik. A viszonylatot a Wiener Linien üzemelteti.

## Megállóhelyei
| 52 (Westbahnhof ◄► Baumgarten) | 52 (Westbahnhof ◄► Baumgarten)  | 52 (Westbahnhof ◄► Baumgarten) | 52 (Westbahnhof ◄► Baumgarten) | 52 (Westbahnhof ◄► Baumgarten) |
| Perc (↓)                       | Megállóhely                     | Perc (↑)                       | Átszállási kapcsolatok         |                                |
| ------------------------------ | ------------------------------- | ------------------------------ | ------------------------------ | ------------------------------ |
| 0                              | Westbahnhof végállomás          | 23                             | U3 , U6 S50 5, 6, 9, 18, 60    |                                |
| 1                              | Gerstnerstraße, Westbahnhof     | 21                             | U3 , U6 S50 60                 |                                |
| 2                              | Staglgasse                      | 19                             | 60                             |                                |
| 4                              | Mariahilfer Straße, Geibelgasse | 18                             | 60 12A                         |                                |
| 5                              | Rustengasse                     | 17                             | 60                             |                                |
| 6                              | Anschützgasse                   | 16                             | 60 57A                         |                                |
| 7                              | Winckelmannstraße               | ∫                              | 60                             |                                |
| 9                              | Penzinger Straße                | ∫                              | 10, 60                         |                                |
| 11                             | Johnstraße, Linzer Straße       | 13                             | 10 10A                         |                                |
| 12                             | Linzer Straße, Reinlgasse       | 11                             | 10                             |                                |
| 13                             | Diesterweggasse                 | 9                              | S45 (Wien Penzing)             |                                |
| 15                             | Ameisgasse                      | 8                              | 51A                            |                                |
| 16                             | Lützowgasse                     | 7                              |                                |                                |
| 17                             | Gusenleithnergasse              | 6                              |                                |                                |
| 18                             | Zehetnergasse                   | 5                              | 47A                            |                                |
| 19                             | Gruschaplatz                    | 4                              | 47A                            |                                |
| 21                             | Hochsatzengasse                 | 2                              | 47A                            |                                |
| 22                             | Baumgarten végállomás           | 0                              | 49                             |                                |